# Lingen, Niedersachsen
Lingen (Ems) är en stad i Landkreis Emsland i förbundslandet Niedersachsen i Tyskland. Lingen är känt för sitt kärnkraftverk.
Lingen hade 1697–1819 en högskola med benämningen "akademiskt gymnasium". Lingen var huvudort i ett grevskap med samma namn, som fram till 1508 var förenat med grevskapet Tecklenburg och tillhörde därefter upprepade gånger olika ägare innan det 1866 införlivades med Preussen.

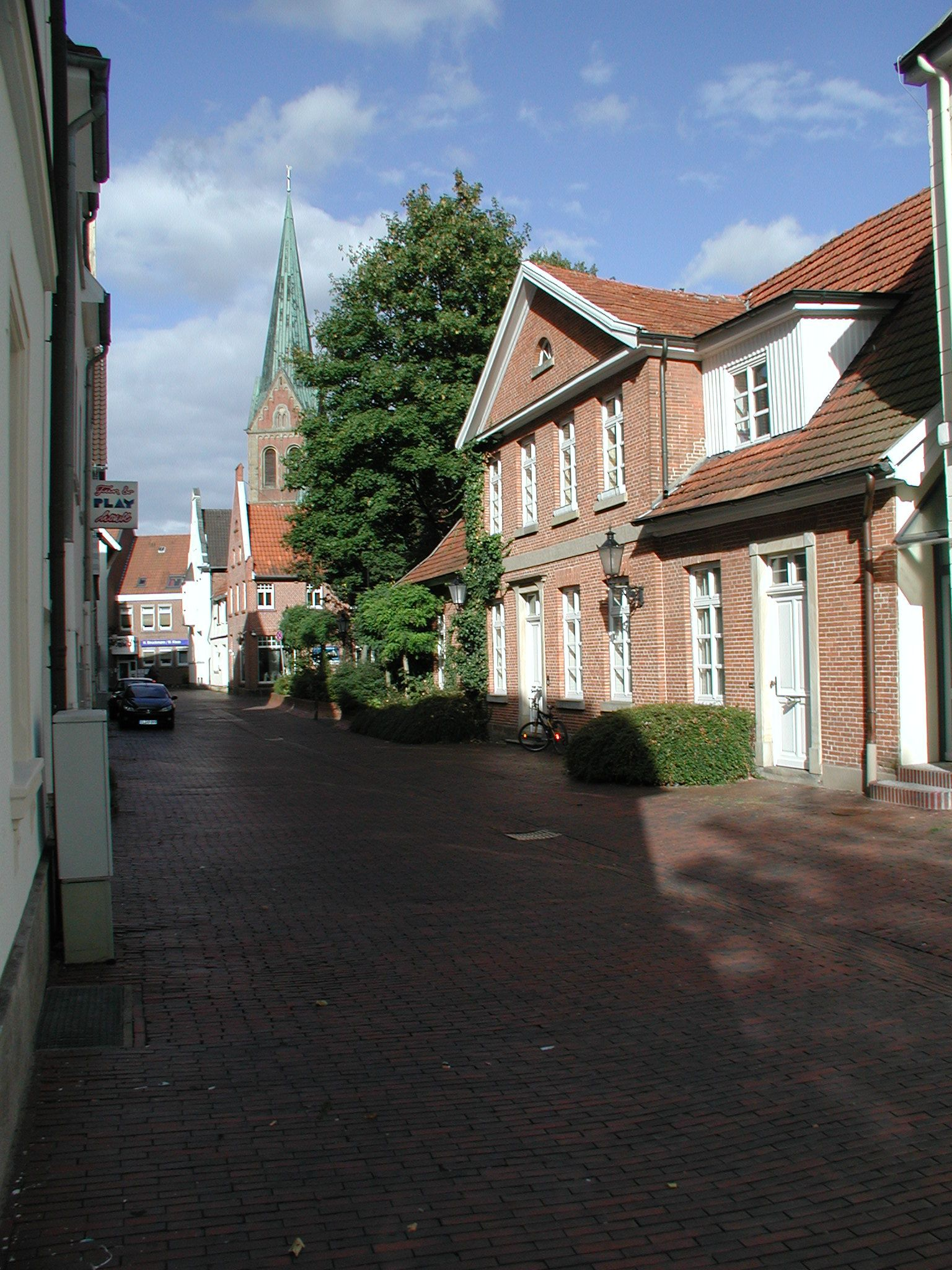
Castellstrasse, Lingen